# دبلیوای‌اس‌پی-۱۸
دبلیوای‌اس‌پی-۱۸ یک ستاره است که در صورت فلکی سیمرغ قرار دارد.